# اس‌ام یوسی-۴۰
مهدی حشمتی .متولد ۱۵ اردیبهشت سال ۱۳۶۲ در کرمان
نویسنده
کارگردان
بازیگر
مجری
صداپیشه